# Gimnastyka na Letnich Igrzyskach Olimpijskich 1932 – skok przez konia wzdłuż mężczyzn
Skok przez konia były jedną z konkurencji gimnastycznych rozgrywanych podczas Letnich Igrzysk Olimpijskich 1932. Zawody zostały rozegrane 10 sierpnia 1932 r. W zawodach wystartowało 10 zawodników z 5 krajów.
| Pozycja | Zawodnik            | Reprezentacja     | Skok obowiązkowy | Skok dowolny | Łącznie | Dogrywka         | Dogrywka     | Dogrywka | Uwagi |
| Pozycja | Zawodnik            | Reprezentacja     | Skok obowiązkowy | Skok dowolny | Łącznie | Skok obowiązkowy | Skok dowolny | Łącznie  | Uwagi |
| ------- | ------------------- | ----------------- | ---------------- | ------------ | ------- | ---------------- | ------------ | -------- | ----- |
| 1.      | Savino Guglielmetti | Włochy            | 26,4             | 27,7         | 54,1    |                  |              |          |       |
| 2.      | Al Jochim           | Stany Zjednoczone | 26,6             | 26,7         | 53,3    |                  |              |          |       |
| 3.      | Ed Carmichael       | Stany Zjednoczone | 26,2             | 26,4         | 52,6    | 26,3             | 28,2         | 54,5     |       |
| 4.      | Einari Teräsvirta   | Finlandia         | 26,0             | 26,6         | 52,6    | 26,1             | 26,6         | 52,7     |       |
| 5.      | Marcel Gleyre       | Stany Zjednoczone | 25,8             | 26,6         | 52,4    |                  |              |          |       |
| 6.      | István Pelle        | Węgry             | 26,7             | 24,7         | 51,4    |                  |              |          |       |
| 7.      | Miklós Péter        | Węgry             | 24,2             | 26,7         | 50,9    |                  |              |          |       |
| 8.      | Mario Lertora       | Włochy            | 25,2             | 24,0         | 49,2    |                  |              |          |       |
| 9.      | Péter Boros         | Węgry             | 24,2             | 24,6         | 48,8    |                  |              |          |       |
| 10.     | Heikki Savolainen   | Finlandia         | 20,0             | 26,6         | 46,6    |                  |              |          |       |